# 13e étape du Tour d'Italie 2004
Pour un article plus général, voir Tour d'Italie 2004.
La 13e étape du Tour d'Italie 2004 a eu lieu le 22 mai 2004 autour de la ville de Trieste sur une distance de 52 km et sous la forme d'un contre-la-montre individuel. Elle a été remportée par l'Ukrainien Serhiy Honchar (De Nardi-Piemme Telekom). Il devance l'Australien Bradley McGee (Fdjeux.com) de dix-huit secondes et son compatriote Yaroslav Popovych (Landbouwkrediet-Colnago). Popovych s'empare à cette occasion du maillot rose de leader au détriment de l'Italien Damiano Cunego (Saeco).

## Classement de l'étape
| \| Classement de l'étape \| Classement de l'étape \| Classement de l'étape \| Classement de l'étape \| Classement de l'étape \| \| Coureur \| Coureur \| Pays \| Équipe \| Temps \| \| --------------------- \| --------------------- \| --------------------- \| ------------------------------ \| --------------------- \| \| 1er \| Serhiy Honchar \| Ukraine \| De Nardi-Piemme Telekom \| 1 h 06 min 45 s \| \| 2e \| Bradley McGee \| Australie \| Fdjeux.com \| + 18 s \| \| 3e \| Yaroslav Popovych \| Ukraine \| Landbouwkrediet-Colnago \| + 34 s \| \| 4e \| Marzio Bruseghin \| Italie \| Fassa Bortolo \| + 44 s \| \| 5e \| Rubens Bertogliati \| Suisse \| Saunier Duval-Prodir \| + 1 min 32 s \| \| 6e \| Rinaldo Nocentini \| Italie \| Acqua & Sapone - Caffè Mokambo \| + 1 min 43 s \| \| 7e \| Magnus Bäckstedt \| Suède \| Alessio-Bianchi \| + 1 min 52 s \| \| 8e \| Russell Van Hout \| Australie \| Colombia-Selle Italia \| + 2 min 14 s \| \| 9e \| Franco Pellizotti \| Italie \| Alessio-Bianchi \| + 2 min 18 s \| \| 10e \| Olaf Pollack \| Allemagne \| Gerolsteiner \| + 2 min 21 s \| |                    |           |                                |                 |
| |                    |           |                                |                 |
| |                    |           |                                |                 |
| Classement de l'étape |                    |           |                                |                 |
| Coureur | Coureur            | Pays      | Équipe                         | Temps           |
| 1er | Serhiy Honchar     | Ukraine   | De Nardi-Piemme Telekom        | 1 h 06 min 45 s |
| 2e | Bradley McGee      | Australie | Fdjeux.com                     | + 18 s          |
| 3e | Yaroslav Popovych  | Ukraine   | Landbouwkrediet-Colnago        | + 34 s          |
| 4e | Marzio Bruseghin   | Italie    | Fassa Bortolo                  | + 44 s          |
| 5e | Rubens Bertogliati | Suisse    | Saunier Duval-Prodir           | + 1 min 32 s    |
| 6e | Rinaldo Nocentini  | Italie    | Acqua & Sapone - Caffè Mokambo | + 1 min 43 s    |
| 7e | Magnus Bäckstedt   | Suède     | Alessio-Bianchi                | + 1 min 52 s    |
| 8e | Russell Van Hout   | Australie | Colombia-Selle Italia          | + 2 min 14 s    |
| 9e | Franco Pellizotti  | Italie    | Alessio-Bianchi                | + 2 min 18 s    |
| 10e | Olaf Pollack       | Allemagne | Gerolsteiner                   | + 2 min 21 s    |

## Classement général
Le premier long contre-la-montre de cette édition chamboule en profondeur le classement général. L'Ukrainien Yaroslav Popovych (Landbouwkrediet-Colnago), profite de sa troisième place à l'étape pour gagner trois places et devenir le nouveau maillot rose de l'épreuve. Il devance le vainqueur du jour, son compatriote Serhiy Honchar (De Nardi-Piemme Telekom) avec seulement trois secondes de retard. Le podium provisoire est complété par l'Australien Bradley McGee (Fdjeux.com) qui lui gagne dix places pour se retrouver troisième avec un petit peu plus d'une minute de retard. L'ancien leader l'Italien Damiano Cunego (Saeco) se retrouve sixième du classement, notamment doublé par ses compatriotes Gilberto Simoni et Franco Pellizotti (Alessio-Bianchi).
| \| Classement général \| Classement général \| Classement général \| Classement général \| Classement général \| \| Coureur \| Coureur \| Pays \| Équipe \| Temps \| \| ------------------ \| ------------------ \| ------------------ \| ---------------------------------- \| ------------------ \| \| 1er \| Yaroslav Popovych \| Ukraine \| Landbouwkrediet-Colnago \| 56 h 39 min 40 s \| \| 2e \| Serhiy Honchar \| Ukraine \| De Nardi-Piemme Telekom \| + 3 s \| \| 3e \| Bradley McGee \| Australie \| Fdjeux.com \| + 1 min 02 s \| \| 4e \| Gilberto Simoni \| Italie \| Saeco \| + 1 min 27 s \| \| 5e \| Franco Pellizotti \| Italie \| Alessio-Bianchi \| + 1 min 32 s \| \| 6e \| Damiano Cunego \| Italie \| Saeco \| + 1 min 48 s \| \| 7e \| Giuliano Figueras \| Italie \| Ceramica Panaria-Margres \| + 2 min 30 s \| \| 8e \| Stefano Garzelli \| Italie \| Vini Caldirola-Nobili Rubinetterie \| + 2 min 31 s \| \| 9e \| Dario Cioni \| Italie \| Fassa Bortolo \| + 2 min 36 s \| \| 10e \| Wladimir Belli \| Italie \| Lampre \| + 3 min 09 s \| |                   |           |                                    |                  |
| |                   |           |                                    |                  |
| |                   |           |                                    |                  |
| Classement général |                   |           |                                    |                  |
| Coureur | Coureur           | Pays      | Équipe                             | Temps            |
| 1er | Yaroslav Popovych | Ukraine   | Landbouwkrediet-Colnago            | 56 h 39 min 40 s |
| 2e | Serhiy Honchar    | Ukraine   | De Nardi-Piemme Telekom            | + 3 s            |
| 3e | Bradley McGee     | Australie | Fdjeux.com                         | + 1 min 02 s     |
| 4e | Gilberto Simoni   | Italie    | Saeco                              | + 1 min 27 s     |
| 5e | Franco Pellizotti | Italie    | Alessio-Bianchi                    | + 1 min 32 s     |
| 6e | Damiano Cunego    | Italie    | Saeco                              | + 1 min 48 s     |
| 7e | Giuliano Figueras | Italie    | Ceramica Panaria-Margres           | + 2 min 30 s     |
| 8e | Stefano Garzelli  | Italie    | Vini Caldirola-Nobili Rubinetterie | + 2 min 31 s     |
| 9e | Dario Cioni       | Italie    | Fassa Bortolo                      | + 2 min 36 s     |
| 10e | Wladimir Belli    | Italie    | Lampre                             | + 3 min 09 s     |

## Classements annexes
| Classement par points | Classement par points | Classement par points | Classement par points              | Classement par points |
| Coureur               | Coureur               | Pays                  | Équipe                             | Points                |
| --------------------- | --------------------- | --------------------- | ---------------------------------- | --------------------- |
| 1er                   | Alessandro Petacchi   | Italie                | Fassa Bortolo                      | 175 pts               |
| 2e                    | Olaf Pollack          | Allemagne             | Gerolsteiner                       | 104 pts               |
| 3e                    | Robbie McEwen         | Australie             | Lotto-Domo                         | 101 pts               |
| 4e                    | Marco Zanotti         | Italie                | Vini Caldirola-Nobili Rubinetterie | 85 pts                |
| 5e                    | Damiano Cunego        | Italie                | Saeco                              | 77 pts                |

| Classement par points | Classement par points | Classement par points | Classement par points              | Classement par points |
| Coureur               | Coureur               | Pays                  | Équipe                             | Points                |
| --------------------- | --------------------- | --------------------- | ---------------------------------- | --------------------- |
| 1er                   | Alessandro Petacchi   | Italie                | Fassa Bortolo                      | 175 pts               |
| 2e                    | Olaf Pollack          | Allemagne             | Gerolsteiner                       | 104 pts               |
| 3e                    | Robbie McEwen         | Australie             | Lotto-Domo                         | 101 pts               |
| 4e                    | Marco Zanotti         | Italie                | Vini Caldirola-Nobili Rubinetterie | 85 pts                |
| 5e                    | Damiano Cunego        | Italie                | Saeco                              | 77 pts                |

| Classement de la montagne | Classement de la montagne | Classement de la montagne | Classement de la montagne | Classement de la montagne |
| Coureur                   | Coureur                   | Pays                      | Équipe                    | Points                    |
| ------------------------- | ------------------------- | ------------------------- | ------------------------- | ------------------------- |
| 1er                       | Fabian Wegmann            | Allemagne                 | Gerolsteiner              | 30 pts                    |
| 2e                        | Damiano Cunego            | Italie                    | Saeco                     | 28 pts                    |
| 3e                        | Gilberto Simoni           | Italie                    | Saeco                     | 16 pts                    |
| 4e                        | Alexandre Moos            | Suisse                    | Phonak Hearing Systems    | 14 pts                    |
| 5e                        | Bradley McGee             | Australie                 | Fdjeux.com                | 13 pts                    |

| Classement de la montagne | Classement de la montagne | Classement de la montagne | Classement de la montagne | Classement de la montagne |
| Coureur                   | Coureur                   | Pays                      | Équipe                    | Points                    |
| ------------------------- | ------------------------- | ------------------------- | ------------------------- | ------------------------- |
| 1er                       | Fabian Wegmann            | Allemagne                 | Gerolsteiner              | 30 pts                    |
| 2e                        | Damiano Cunego            | Italie                    | Saeco                     | 28 pts                    |
| 3e                        | Gilberto Simoni           | Italie                    | Saeco                     | 16 pts                    |
| 4e                        | Alexandre Moos            | Suisse                    | Phonak Hearing Systems    | 14 pts                    |
| 5e                        | Bradley McGee             | Australie                 | Fdjeux.com                | 13 pts                    |

| Classement Intergiro | Classement Intergiro | Classement Intergiro | Classement Intergiro         | Classement Intergiro |
|                      | Coureur              | Pays                 | Équipe                       | Temps                |
| -------------------- | -------------------- | -------------------- | ---------------------------- | -------------------- |
| 1er                  | Marlon Pérez         | Colombie             | Colombia-Selle Italia        | en 35 h 36 min 20 s  |
| 2e                   | Crescenzo D'Amore    | Italie               | Acqua & Sapone-Caffè Mokambo | + 4 s                |
| 3e                   | Robert Förster       | Allemagne            | Gerolsteiner                 | + 17 s               |
| 4e                   | Aart Vierhouten      | Pays-Bas             | Lotto-Domo                   | + 17 s               |
| 5e                   | Mariano Piccoli      | Italie               | Lampre                       | + 27 s               |
| modifier             |                      |                      |                              |                      |

| Classement par équipes | Classement par équipes         | Classement par équipes | Classement par équipes |
| Équipe                 | Équipe                         | Pays                   | Temps                  |
| ---------------------- | ------------------------------ | ---------------------- | ---------------------- |
| 1re                    | Alessio-Bianchi                | Italie                 | 169 h 38 min 49 s      |
| 2e                     | Saeco                          | Italie                 | + 2 min 43 s           |
| 3e                     | Lampre                         | Italie                 | + 4 min 25 s           |
| 4e                     | Ceramica Panaria-Margres       | Italie                 | + 7 min 22 s           |
| 5e                     | Acqua & Sapone - Caffè Mokambo | Italie                 | + 7 min 33 s           |

| Classement par équipes | Classement par équipes         | Classement par équipes | Classement par équipes |
| Équipe                 | Équipe                         | Pays                   | Temps                  |
| ---------------------- | ------------------------------ | ---------------------- | ---------------------- |
| 1re                    | Alessio-Bianchi                | Italie                 | 169 h 38 min 49 s      |
| 2e                     | Saeco                          | Italie                 | + 2 min 43 s           |
| 3e                     | Lampre                         | Italie                 | + 4 min 25 s           |
| 4e                     | Ceramica Panaria-Margres       | Italie                 | + 7 min 22 s           |
| 5e                     | Acqua & Sapone - Caffè Mokambo | Italie                 | + 7 min 33 s           |